# Championnat de Tunisie masculin de handball 1992-1993
Navigation
Saison précédente 1991-1992 Saison suivante 1993-1994
La saison 1992-1993 du championnat de Tunisie masculin de handball est la 38e édition de la compétition. Elle est disputée en une poule unique de douze clubs en aller et retour.
L'Espérance sportive de Tunis impose sa domination en remportant tous ses matchs, obtenant ainsi son 20e titre de champion (troisième consécutif) ainsi d'ailleurs que la coupe de Tunisie.

## Clubs participants
| - Association sportive d'Hammamet - Club africain - Club sportif des cheminots - Club sportif hilalien - El Makarem de Mahdia - Espérance sportive de Tunis | - Étoile sportive du Sahel - Sporting Club de Moknine - Stade nabeulien - Stade tunisien - Union sportive monastirienne - Zitouna Sports |

## Compétition
Le barème de points servant à établir le classement se décompose ainsi :
- Victoire : 3 points
- Match nul : 2 points
- Défaite : 1 point
- Forfait et match perdu par pénalité : 0 point

### Classement final
|    | Équipe                             | Pts | J  | G  | N | P       | Bp  | Bc  | Diff |
| -- | ---------------------------------- | --- | -- | -- | - | ------- | --- | --- | ---- |
| 1  | Espérance sportive de Tunis (T, C) | 66  | 22 | 22 | 0 | 0       | 589 | 437 | 152  |
| 2  | Étoile sportive du Sahel           | 58  | 22 | 17 | 2 | 3       | 618 | 538 | 80   |
| 3  | El Makarem de Mahdia               | 54  | 22 | 15 | 2 | 5       | 591 | 504 | 87   |
| 4  | Association sportive d'Hammamet    | 47  | 22 | 10 | 5 | 7       | 505 | 479 | 26   |
| 5  | Club africain                      | 46  | 22 | 10 | 4 | 8       | 454 | 442 | 12   |
| 6  | Club sportif des cheminots         | 40  | 22 | 8  | 2 | 12      | 484 | 543 | -59  |
| 7  | Sporting Club de Moknine           | 38  | 22 | 6  | 4 | 12      | 509 | 527 | -18  |
| 8  | Stade tunisien                     | 37  | 22 | 5  | 5 | 12      | 478 | 520 | -42  |
| 9  | Club sportif hilalien (P)          | 39  | 22 | 8  | 1 | 13      | 488 | 546 | -58  |
| 10 | Zitouna Sports (P)                 | 37  | 22 | 4  | 7 | 11      | 490 | 556 | -66  |
| 11 | Stade nabeulien                    | 34  | 22 | 5  | 2 | 15      | 548 | 599 | -51  |
| 12 | Union sportive monastirienne       | 33  | 22 | 6  | 0 | 16 (1F) | 492 | 565 | -73  |

|  | Champion de Tunisie 1992-1993                                                                |
|  | Relégation directe en division nationale B                                                   |
|  | (T) Tenant du titre (C) Vainqueur de la coupe de Tunisie (P) Club promu de deuxième division |

### Division nationale B
Après la dissolution du Club sportif sfaxien, dont les dirigeants n'ont digéré la relégation, le Club sportif de Hammam Lif, relégué à son tour en division d'honneur, récupère la place vacante et réussit grâce à un groupe dirigé par Raouf Kebaili puis Mohsen Seddik et constitué autour des internationaux Houcine Slama et Moez Khalladi à revenir parmi l'élite. Il est accompagné de l'El Baath sportif de Béni Khiar qu'entraîne Mourad Bezzarga.
- 1er : Club sportif de Hammam Lif[1], 52 points
- 2e : El Baath sportif de Béni Khiar, 52 points
- 3e : Club athlétique bizertin, 51 points
- 3e : Union sportive sayadie, 51 points
- 5e : Jeunesse sportive kairouanaise, 49 points
- 6e : Association sportive de l'Ariana, 47 points
- 7e : Ezzahra Sports, 43 points
- 8e : Association sportive de Djerba, 42 points
- 9e : Union sportive de Gremda, 41 points
- 10e : Union sportive témimienne, 40 points
- 11e : Espoir sportif de Hammam Sousse, 32 points
- 12e : El Menzah Sport, 27 points

### Division d'honneur
Les clubs sont répartis en deux poules (Nord et Sud) dont les champions sont le Club sportif de Sakiet Ezzit et la Jeunesse sportive d'El Omrane.

## Champion
- Espérance sportive de Tunis
  - Entraîneur : Stephan Wrzesniewski
  - Effectif : Habib Yagouta, Yasser Trabelsi et Maher Bacha (GB), Mohamed Madi, Alexandre Malinowski, Karim Zaghouani, Salem Ben Frej, Samir Abassi, Zouhair Khenissi, Sami Degachi, Karim Sayem, Jalel Ben Khaled, Ahmed Mechmeche, Abdessatar Arfaoui, Elyes Zouaoui, Nader Guitouni, Hatem Belarbi